# Extra Aircraft

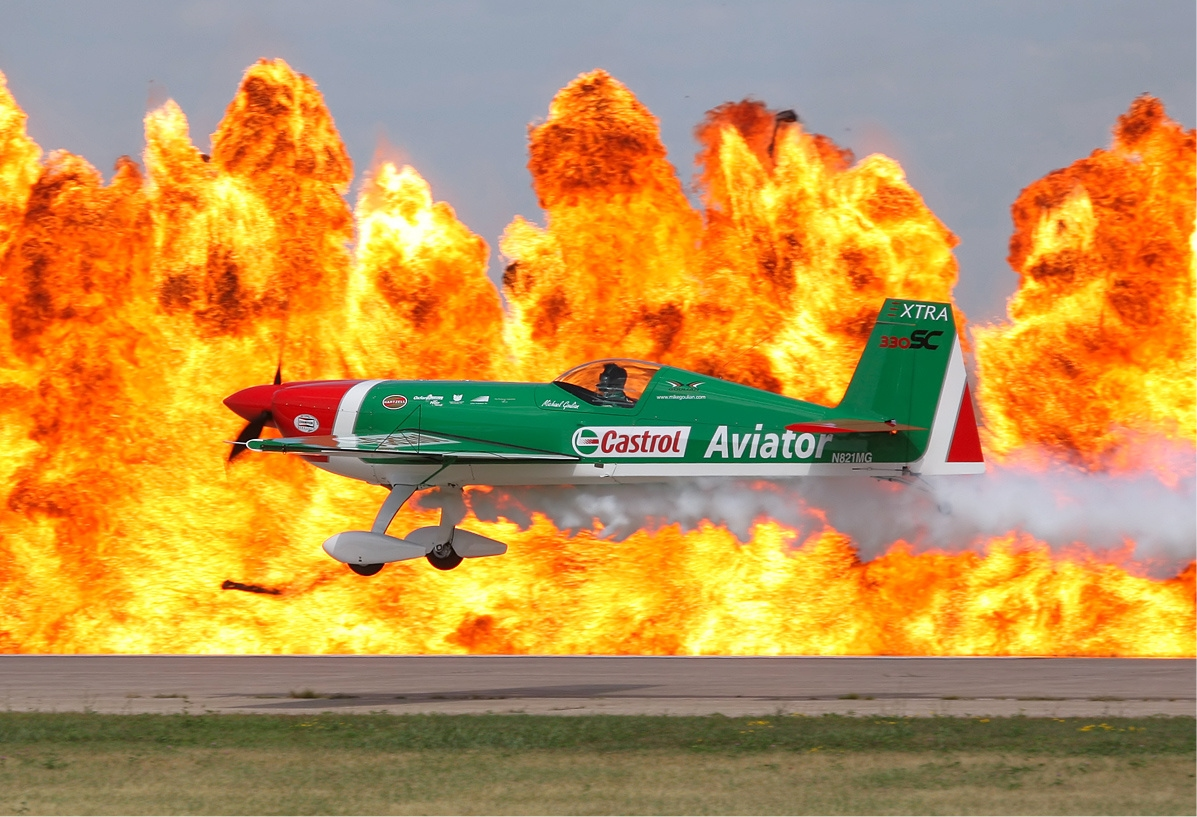
Экстра 300SHP

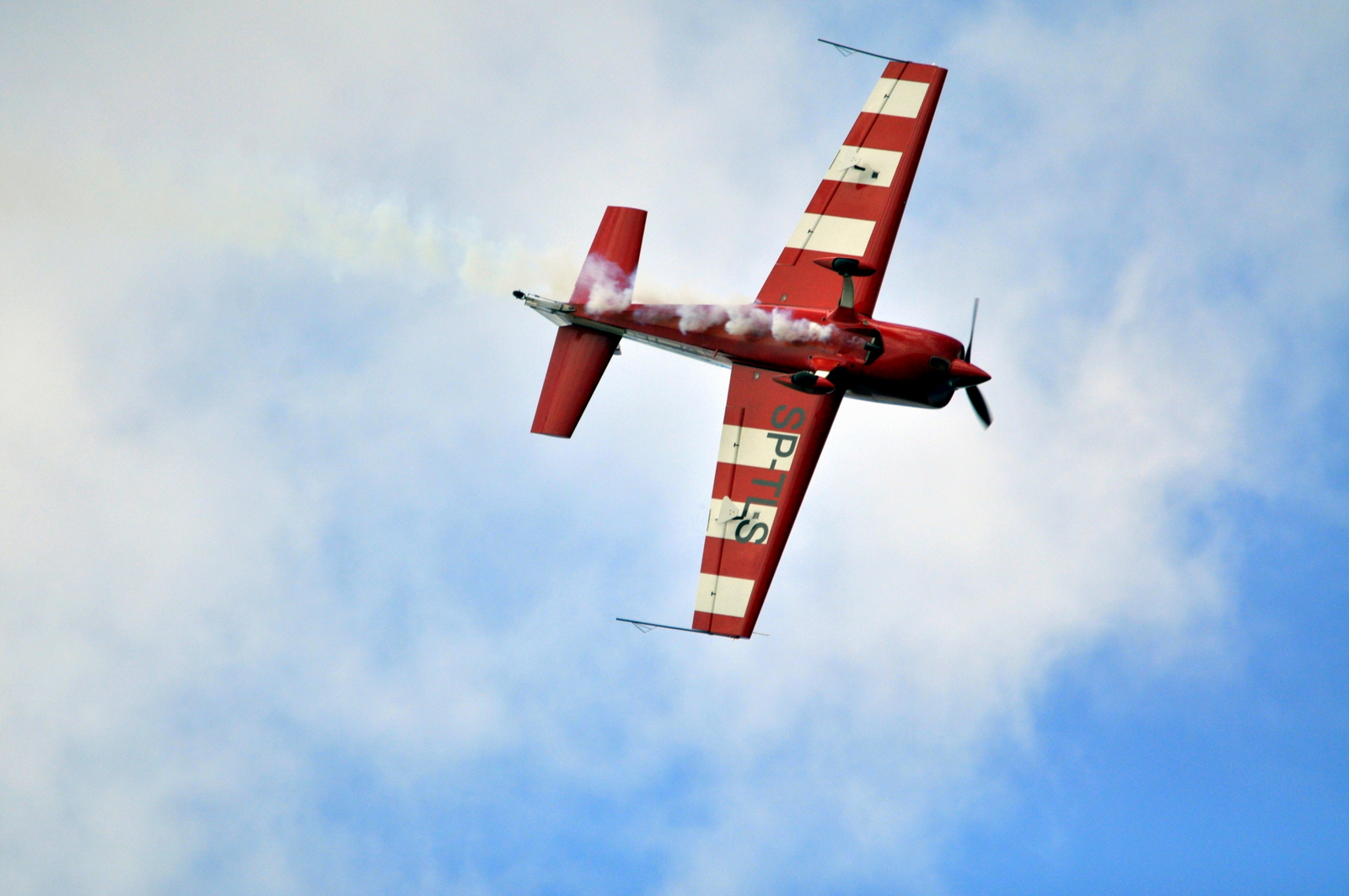
Экстра 330LC

Extra Flugzeugproduktions- und Vertriebs GmbH — немецкая авиастроительная компания, основанная в 1980 году пилотом спортивных самолётов Вальтером Экстра для разработки и реализации собственного самолёта для аэробатики.
Расположена неподалёку от аэродрома Динслакен в Хюнксе, федеральной земле Северный Рейн-Вестфалия, Германия.
Самолёты для аэробатики:
- Extra 200 (Extra 300/200)
- Extra 230
- Extra 260
- Extra 300
- Extra 300L
- Extra 330
- Extra 330SC
- Extra 330LX
- Extra 330LE
- Extra NG

Другие:
- Extra 400
- Extra 500